# Спорт (футбольный клуб, Таллин)
«Спорт» (эст. SK Tallinna Sport) — эстонский футбольный клуб из Таллина.

## История
Основан в 1912 году. Выиграл 9 чемпионатов Эстонии во времена между провозглашением независимости республики и её присоединением к СССР. После присоединения Эстонии к СССР прекратил существование.
Возрождён в 1983 году под названием ШВСМ, в 1985 году был переименован в историческое название «Спорт». Выступал в 1983—1989 годах во второй лиге СССР, в 1990 году — в Балтийской лиге. Лучший результат во второй лиге — восьмое место в зональном турнире (1985, 1988). По окончании сезона 1990 года расформирован.
Снова был возрождён в 2003 году. Выступал в третьей лиге чемпионата Эстонии. В сезоне 2007 года занял 1-е место в северной зоне третьей лиги. В начале 2008 года был расформирован.

## Названия
- 1983—1984 — ШВСМ

## Достижения
- Девятикратный чемпион Эстонии (1921, 1922, 1924, 1925, 1927, 1929, 1931, 1932, 1933).[2]
- Обладатель Кубка Эстонии (1938)[3]

## Тренеры
- Роман Убакиви (1983—1984)
- Эдуард Белкин (1984—1986)
- Антс Коммусаар (1986)
- Валерий Овчинников (1987—1989)
- Роман Убакиви (1989)